# Streichklavier

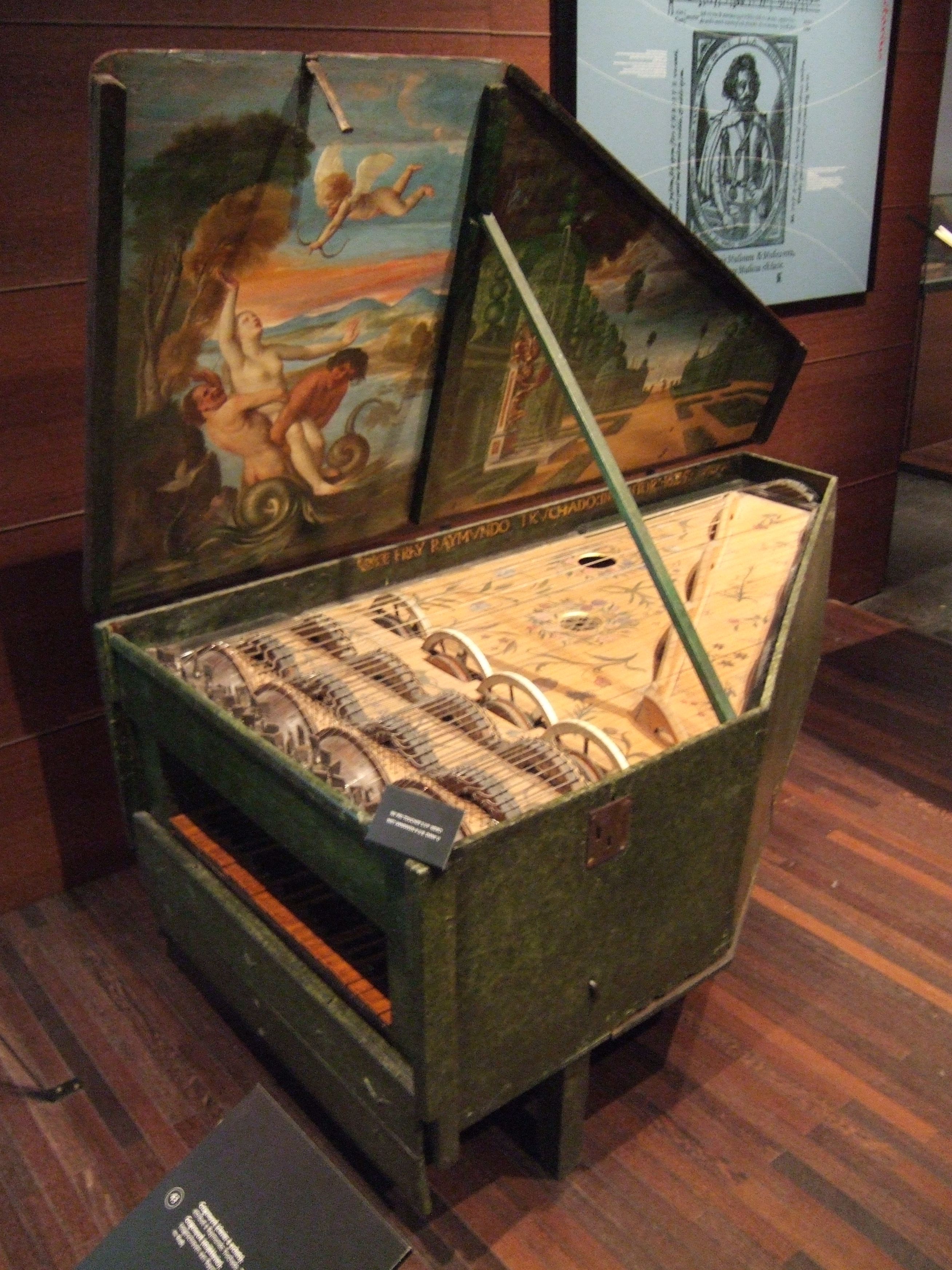
Geigenwerk von Raymundo Truchado, 1625

Das Streichklavier, auch Bogenflügel, Geigenwerk, Geigenklavizimbel oder Sostenente-Piano, ist ein Saiteninstrument, das mittels einer Klaviatur gespielt wird. Anders als beim Hammerklavier werden die Saiten nicht angeschlagen, sondern gestrichen.
Der Aufbau erlaubt vollgriffiges mehrstimmiges Musizieren, eine Kontrolle der Dauer und Lautstärkenkurve und, je nach Konstruktion, auch die Intonation jedes einzelnen Tones.
Streichklaviere sind seit dem 15. Jahrhundert nachgewiesen und bis ins 20. Jahrhundert hinein entstand eine Vielzahl unterschiedlicher Konstruktionen. Zumeist werden die Saiten mittels mit Kolophonium bestrichenen Rädern, Bändern oder Zylindern gestrichen und dadurch in Schwingung versetzt. Die Saiten sind nach Tonhöhe geordnet über einem Resonanzkörper angebracht. Die Korpusform entspricht häufig der Flügelform.
Ein Streichklavier ist nicht zu verwechseln mit einem Geigenklavier, das als lochkartengesteuerter Musikautomat den Klang einer Geige nachahmt.

## Herkunft

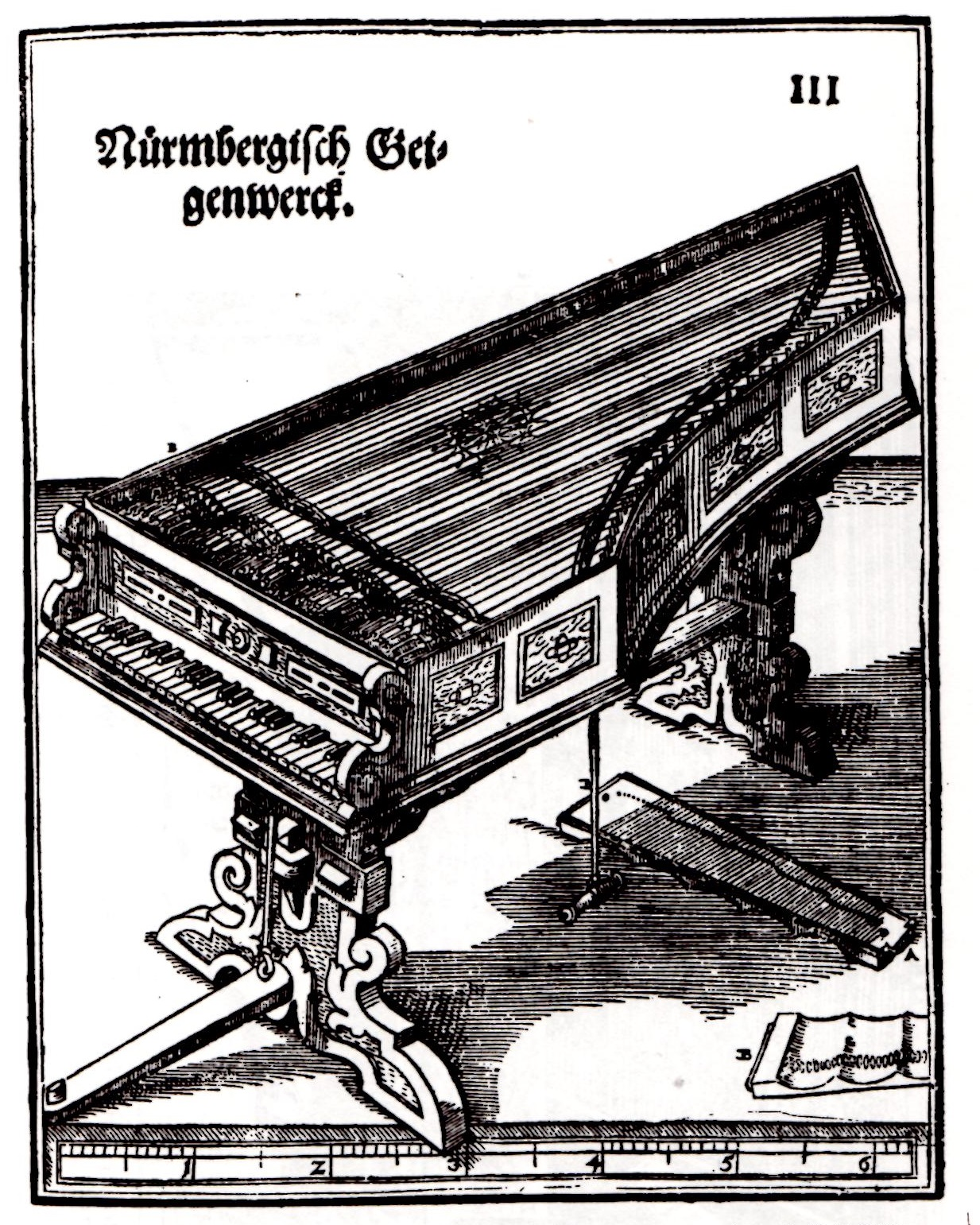
Nürmbergisch Geigenwerck in Praetorius, Syntagma Musicum, 1619, Tafel III

Bereits von Leonardo da Vinci sind in seinen als Codex Atlanticus gebundenen Notizen Zeichnungen zu einem Streichklavier (viola organista) erhalten. Durch die Publikation Syntagma musicum von Michael Praetorius (1619) errang Hans Heydens Nürnberger Geigenwerk, auch Geigenklavizimbel, aus Nürnberg (1575) besondere Aufmerksamkeit. Bei diesem Instrument wird durch das Drücken einer Taste die über einen Haken verbundene Saite gegen ein von der Drehleier bekanntes Streichrad geführt. Da es keinen Druckpunkt gibt, intonieren die Saiten abhängig vom Tastendruck. Um die große Zahl der Saiten zu streichen, gibt es mehrere nebeneinander angeordnete Räder, denen jeweils mehrere Saiten zugeordnet sind. Das Geigenwerk wird von zwei Personen bedient. Eine Person muss mit Hilfe einer Kurbel die Räder in Bewegung setzen, die andere spielt auf den Tasten. Im Brüsseler Musikinstrumentenmuseum (MIM) befindet sich ein frühes Geigenwerk des Spaniers Fray Raymundo Truchado aus dem Jahr 1625.
Georg Gleichmann, Organist in Ilmenau, konstruierte 1709 ein ähnliches Instrument mit einigen Verbesserungen und nannte es Klaviergambe. 1741 folgte Le Voirs in Paris ebenfalls mit einem Gambenklavier, 1754 Hohlfeld zu Berlin mit dem Bogenklavier, das gegenüber Heydens Instrument den Vorzug hatte, dass die Räder mit Pferdehaaren überzogen waren. Eine Verbesserung des Bogenklaviers versuchte 1790 Garbrecht zusammen mit Ehregott Andreas Wasianski in Königsberg, 1795 folgte Mayer in Görlitz mit seinem Bogenflügel, den 1799 Kunze in Prag brauchbarer gestaltete. 1801 konstruierte Hübner sein Clavecin harmonique (Orchestrion) und 1797 Carl Leopold Röllig in Wien mit der Xänorphica das komplizierteste Instrument dieser Art, das für jede Taste und Saite einen besonderen Bogen in Bewegung setzte. Alle genannten Instrumente waren immer nur Kuriosa.
Eine Kombination des Bogenflügels mit einem gewöhnlichen Klavier war das Bogenhammerklavier des in Wetzlar tätigen Instrumentenbauers Karl Greiner (1753–1798) aus dem Jahr 1779.
Spielbare und funktionsfähige Nachbauten eines Streichklavieres und eines Geigenwerkes befinden sich im Musikinstrumentenmuseum Lißberg (Ortenberg). Die Nachbauten wurden von Kurt Reichmann nach den Konstruktionsplänen da Vincis angefertigt. Ein weiterer zeitgenössischer Konstrukteur von Streichklavieren ist der polnische Pianist und Instrumentenbauer Sławomir Zubrzycki.

## Weitere gestrichene Tasteninstrumente
Das Streichklavier gehört zu den Kastenzithern, bei denen für jeden Ton eine unverkürzt angeregte Saite benötigt wird. Bei der seit dem 12. Jahrhundert in Westeuropa bekannten Drehleier werden die Saiten ebenfalls durch ein Streichrad angeregt, der Musiker verkürzt jedoch über die Tastatur die Saiten wie bei einem Lauteninstrument. Die Schlüsselfiedel (Nyckelharpa) entspricht der Drehleier, die Saiten werden jedoch mit einem Bogen gestrichen.